# تحية كاظم
تحية محمد كاظم (1 مارس 1920 - 25 مارس 1992)، هي سيدة مصر الأولى من 23 يونيو 1956 إلى 28 سبتمبر 1970. تزوجت من جمال عبد الناصر في عام 1944 وأنجبت له منى، هدى، خالد، عبد الحكيم، عبد الحميد.

## حياتها
ولدت في مصر لأب إيراني وأم مصرية. حصلت على موافقة والدها قبل زواجها عام 1944. تعرف عليها عبد الناصر في الإسكندرية إذ كان صديق والدها تاجر السجاد الميسور الحال. تعرفت على ناصر من خلال شقيقها، عبد الحميد كاظم، وهو صديق لناصر، في سنة 1943. بعد زفافهما، انتقل الزوجان إلى منزل في منشية البكري، وهي ضاحية من ضواحي القاهرة، حيث عاشا لبقية حياتهما.
كان ناصر وتحية يتناقشان في السياسة أحيانا في المنزل، ولكن غالبًا ما كان يفضل ناصر إبقاء حياته المهنية منفصلة عن حياته العائلية. لدى عبد الناصر وتحية ابنتان وثلاثة أبناء: هدى، منى، خالد، عبد الحميد، وعبد الحكيم.
عاش الزوجان حياة سعيدة قبل وبعد تولي عبد الناصر حكم مصر.

## تحية في السينما والتليفزيون
تناولت شخصيتها بعدد من الأفلام والمسلسلات منها:
1. فيلم ناصر 56 سنة 1995 بطولة أحمد زكي وقامت بدور تحية الممثلة فردوس عبد الحميد.
2. فيلم جمال عبد الناصر سنة 1999 بطولة خالد الصاوي وقامت بدور تحية الممثلة عبلة كامل.
3. مسلسل العندليب حكاية شعب سنة 2006 عن قصة حياة عبد الحليم حافظ بطولة شادي شامل.. وقامت بدور تحية الممثلة أميرة نايف.
4. مسلسل ناصر سنة 2008 بطولة مجدي كامل وقامت بدور تحية الممثلة لقاء الخميسي.
5. مسلسل صديق العمر سنة 2014 عن أحداث فترة الستنينات بطولة جمال سليمان وباسم سمرة. وقامت بدور تحية الممثلة نهال عنبر.

## معرض الصور

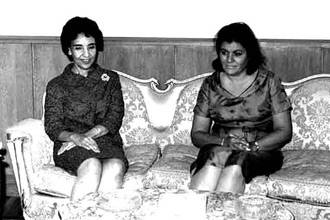
تحية زوجة عبد الناصر (إلى اليمين) مع الملكة فاطمة من ليبيا
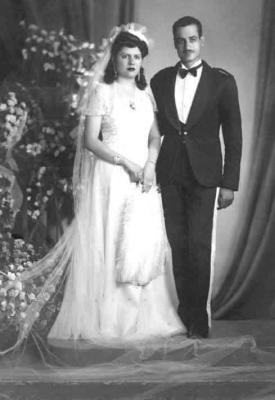
تحية مع زوجها عبد الناصر يوم زفافهما
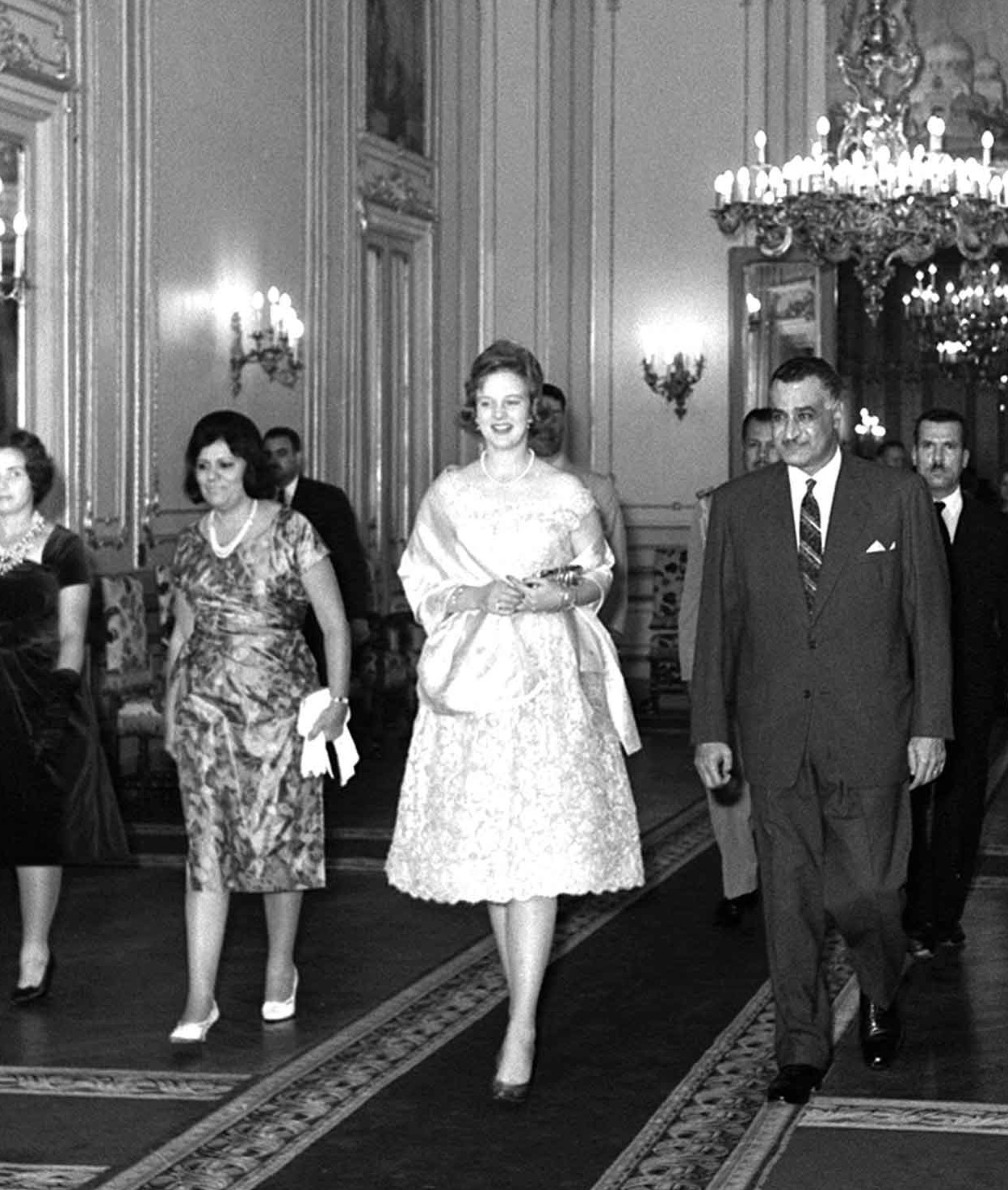
عبد الناصر مع ملكة الدنمارك وزوجته تحية في العام 1962

## وفاتها

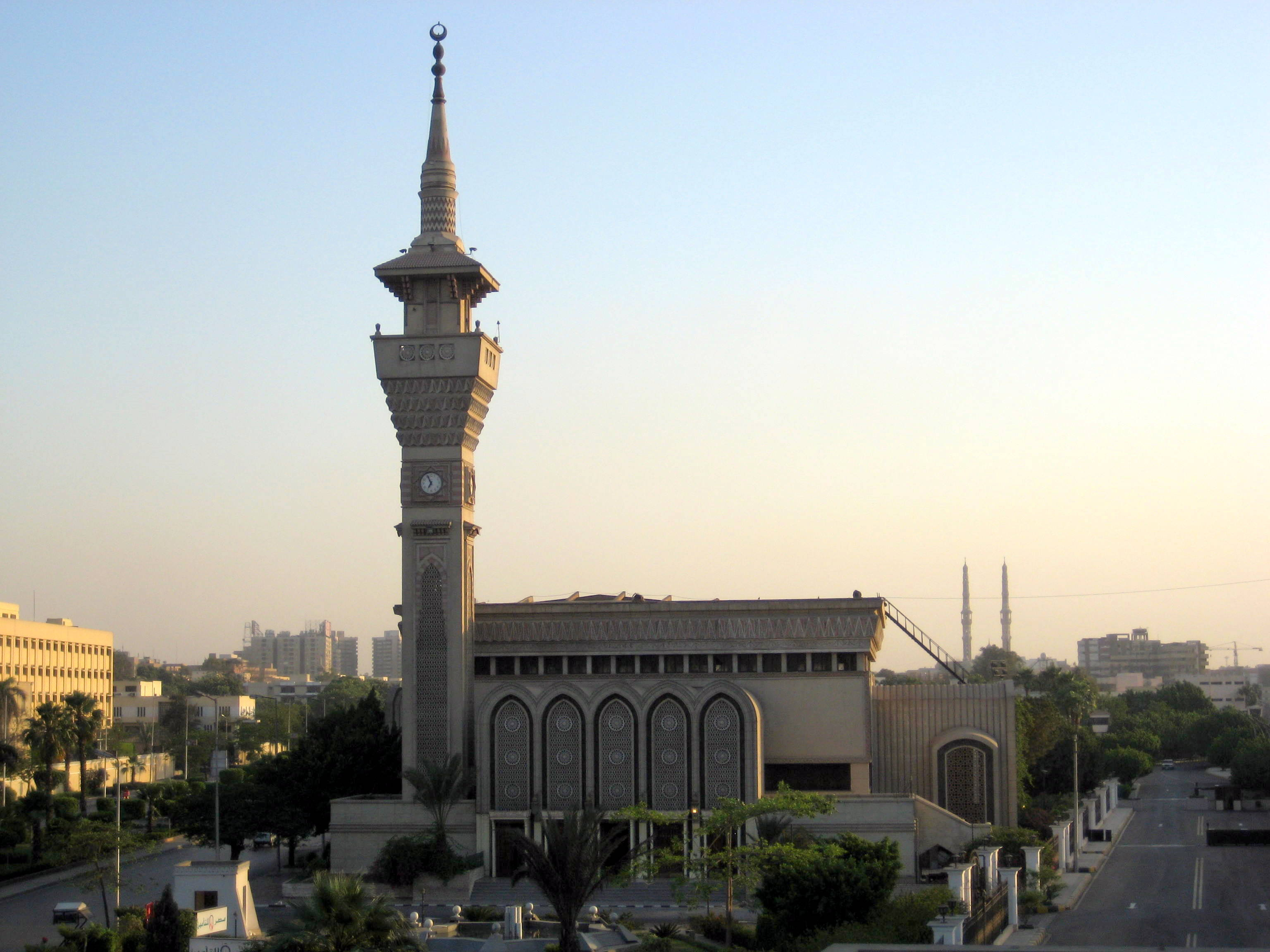
مسجد عبد الناصر في القاهرة، حيث دفنت تحية بجوار زوجها.

توفيت تحية عام 1992 ودفنت -حسب وصيتها- بجوار زوجها.